# Adam Montgomery
Adam Montgomery (* 18. Juli 2002 in Livingston) ist ein schottischer Fußballspieler, der bei Celtic Glasgow in der Scottish Premiership unter Vertrag steht und an den FC Livingston verliehen ist.

## Karriere
Montgomery spielt seit seinem siebten Lebensjahr in den Jugendmannschaften von Celtic Glasgow. Er begann zunächst auf der Position des Stürmers, ehe ihn sein U18-Trainer, der ehemalige Celtic-Verteidiger und irische Nationalspieler Darren O’Dea, zum Außenverteidiger umschulte. Im Juli 2019 unterschrieb Montgomery seinen ersten Profivertrag bei Celtic. Am 27. Februar 2021 unterzeichnete der 18-Jährige einen neuen Vierjahresvertrag bei Celtic, der ihn bis zum Jahr 2025 bindet. Am selben Tag war er erstmals im Spieltagskader der ersten Mannschaft für das Ligaspiel gegen den FC Aberdeen im Heimstadion, dem Celtic Park. Am 12. Mai 2021 gab Montgomery sein Debüt als Profi von Celtic, als er am vorletzten Spieltag der Saison 2020/21 unter dem Interimstrainer John Kennedy in der Startelf gegen den FC St. Johnstone stand. Montgomery spielte beim 4:0-Sieg auf der linken Abwehrseite, ehe er in der 63. Minute gegen Greg Taylor ausgewechselt wurde.
Im Januar 2022 wurde Montgomery bis zum Ende der Saison 2021/22 an den FC Aberdeen verliehen. Ab Juli 2022 folgte eine Leihe zum FC St. Johnstone und danach zu Fleetwood Town und zum FC Motherwell. 2025 wurde Montgomery erneut, diesmal zum FC Queen’s Park, verliehen.

## Erfolge
mit Celtic Glasgow:
- Schottischer Ligapokal: 2022